# Stefano Agostini (ciclista)
Stefano Agostini (Udine, 3 gennaio 1989) è un ex ciclista su strada italiano, professionista dal 2012 al 2013. Campione italiano Under-23 nel 2010, conta due vittorie di tappa al Girobio e la partecipazione ai Campionati del mondo Under-23 2010.

## Carriera
Agostini iniziò a correre dalla categoria esordienti con la squadra del suo paese, la U.C. Lupi di San Martino di Lupari. Tra gli allievi colse le prime vittorie nel 2004 con la maglia rossa stellata dell'U.C. Giorgione e nel 2005, al secondo anno tra gli allievi, concluse la stagione con 10 successi. Passò Juniores nel 2006 sempre con la U.C. Giorgione, cogliendo in due anni altri 10 successi e venne convocato due volte in nazionale: nel 2006 al Piccolo Giro di Germania e nel 2007 ai Campionati del mondo juniors di Aguascalientes in Messico.
Nel 2008 e nel 2009 da Under-23 corre due stagioni nella Molino di Ferro, senza vittorie; nel 2010, giunto alla Zalf-Désirée-Fior, vince il Trofeo Città di San Vendemiano (corsa internazionale), il Gran Premio Colli Rovescalesi e i Campionati italiani Under-23 disputatisi a Pieve di Soligo. In ottobre partecipa anche alla prova in linea Under-23 dei Campionati del mondo a Geelong in Australia, concludendo quindicesimo.
Nell 2011 con la maglia tricolore sulle spalle vince cinque corse, tra cui il Trofeo Matteotti a Marcialla e due tappe al Girobio, aggiudicandosi la maglia di miglior scalatore e terminando terzo nella classifica generale. Questi successi gli permettono di passare come stagista alla Liquigas nella seconda parte del 2011; con questa formazione passa professionista a partire dalla stagione successiva.
Nel settembre del 2013 viene trovato positivo ad un controllo antidoping e licenziato dalla Cannondale. La positività fa riferimento a 0,7 ng di una sostanza presente in una pomata utilizzata, dietro prescrizione medica, da Agostini per curare un'eruzione cutanea. Dopo la proposta di 15 mesi di squalifica, decide di porre fine all'attività ciclistica.

## Palmarès
- 2006 (U.C. Giorgione Juniores)

2ª tappa 3Tre Bresciana (Brescia > Idro)
- 2007 (U.C. Giorgione Juniores)

2ª tappa 3Tre Bresciana (Anfo > Anfo)
- 2010 (Zalf-Désirée-Fior)

Trofeo Città di San Vendemiano
Campionati italiani, Prova in linea Under-23
- 2011 (Zalf-Désirée-Fior)

Trofeo Matteotti - Marcialla
4ª tappa Girobio (Pietrelcina > Montecassino)
7ª tappa Girobio (Lonato del Garda > Pianezze)

### Altri successi
- 2010 (Zalf-Désirée-Fior)

Gran Premio Colli Rovescalesi
- 2011 (Zalf-Désirée-Fior)

Medaglia Oro Angelo Fumagalli a.m.
Coppa Città di Lonigo
Classifica scalatori Girobio

## Piazzamenti

### Classiche monumento
- Liegi-Bastogne-Liegi

2012: ritirato
2013: ritirato

### Competizioni mondiali
- Campionati del mondo

Aguascalientes 2007 - In linea Juniores: 29º
Melbourne 2010 - In linea Under-23: 15º